# Lilla Medskogssjön
Lilla Medskogssjön är en sjö i Ockelbo kommun i Gästrikland och ingår i Gavleåns huvudavrinningsområde.